# Slaget vid Dybbøl (1848)
Slaget vid Dybbøl utkämpades den 5 juni 1848 under Slesvig-holsteinska kriget. En dansk armé på 14 000 man under Friderich Adolph Schleppegrell besegrade en 11 500 man stark tysk styrka, ledd av Friedrich von Wrangel. Den 26 augusti samma år slöts en vapenvila i Malmö. 

## Bakgrund
För att avlägsna hotet mot sin högra flank efter nederlaget vid Nybøl, beslöt sig Wrangel för att försöka sig på ett nytt anfall mot de danska brohuvudet vid Sundeved. Tre tyska brigader om totalt 11 500 man samlades vid byn Kværs och förberedde sig på omedelbar avmarsch. De danska ställningarna sträckte sig från Nybølviken i söder via Korsmose kvarn och Snokebæk till Alssundet i norr. Försvarslinjerna hölls av de danska flank-divisionen samt delar av den 4:e brigaden medan den 3:e divisionen hölls i reserv vid Dybbøl. Resten av den danska armén befann sig fortfarande på Als.

## Slaget
Vid middagstid nådde den tyska högerflygeln under överste Marschalk fram till Nybøl kvarn där strider utbröt med danska jägarförband. Efter en mindre drabbning tvingades de danska trupperna att dra sig undan. Vid ett-tiden hade Bonins division nått byn Sotrup, där trupperna gjorde halt för att vila efter den ansträngande marschen. Vid samma tidpunkt förstärktes det danska brohuvudet med färska förband från Als. Klockan 14.00 hade hela den danska hären sammanstrålat vid Dybbøl. Bonins uppehåll i Sotrup tvingade även de övriga tyska styrkorna att invänta.När samtliga tyska styrkorna till slut var på plats gick Marschalks brigad till anfall mot de danska ställningarna. Det tyska artilleriet var placerat på öppen mark och blev därför ett lätt mål för danska kanonslupar i Vemmingbund. Efter en kort artilleriduell tvingades artilleristerna dra sig tillbaka. Utan artilleriunderstöd slogs den tyska stormningen tillbaka av danskarna. Wrangel som insåg det meningslösa i att fortsätta striden avbröt anfallet. När den danska arméledningen upptäckte den tyska reträtten gick de till motanfall och återtog den terräng som förlorats dagen innan.

## Följder
En kort tid efter slaget slöts en vapenvila i Malmö efter svensk medling. Den danska arméns framryckning avbröts vilket gav tyskarna möjlighet att retirera i god ordning. 